# Chiusa
Chiusa, németül: Klausen, település Olaszországban, Bolzano autonóm megyében. Lakosainak száma 5196 fő (2023. január 1.). Chiusa Villnöß, Laion, Sarentino, Varna, Velturno és Villandro községekkel határos.

## Népesség
A település népességének változása:
| Lakosok száma | 5031 | 5179 | 5211 | 5235 | 5196 |
|               | 2008 | 2013 | 2017 | 2018 | 2023 |